# Joan Maria Forgas i Frígola
Joan Maria Forgas i Frígola (Figueres, Alt Empordà, 29 de setembre de 1862 - Barcelona, 10 de febrer de 1932) fou un polític català que va ser escollit diputat al Congrés i posteriorment al Senat.

## Biografia
Tot i provenir de Figueres, fou elegit diputat pel Partit Liberal per la circumpscripció de Vilafranca del Penedès a les eleccions generals espanyoles de 1898 i de 1901. També fou senador per la província de Tarragona el període 1910-1911 i el període 1916-1917.
Fou comissari reial d'Agricultura i Foment. El 22 de gener de 1919 li fou concedit el vescomtat de Forgas i fou condecorat amb la Gran Creu d'Isabel la Catòlica.